# Kuwana
Kuwana (桑名市 Kuwana-shi?) este un municipiu din Japonia, prefectura Mie.